# Portugal International 2005
Die Portugal International 2005 fanden vom 6. bis zum 9. Januar 2005 im Pavilhão Rainha D. Leonor, Estrada da Foz de Arelho in Caldas da Rainha statt. Es war die 40. Auflage dieser internationalen Titelkämpfe von Portugal im Badminton. Das Preisgeld betrug 2.500 US-Dollar.

## Sieger und Platzierte
| Disziplin    | Gold                                | Silber                          | Bronze                              |
| ------------ | ----------------------------------- | ------------------------------- | ----------------------------------- |
| Herreneinzel | Arif Rasidi                         | Ville Lång                      | Marc Zwiebler                       |
| Herreneinzel | Arif Rasidi                         | Ville Lång                      | Jan Vondra                          |
| Dameneinzel  | Yuan Wemyss                         | Jeanine Cicognini               | Julia Mann                          |
| Dameneinzel  | Yuan Wemyss                         | Jeanine Cicognini               | Miyo Akao                           |
| Herrendoppel | Simon Archer Anthony Clark          | Keishi Kawaguchi Toru Matsumoto | Joachim Tesche Thomas Tesche        |
| Herrendoppel | Simon Archer Anthony Clark          | Keishi Kawaguchi Toru Matsumoto | David Lindley Kristian Roebuck      |
| Damendoppel  | Sandra Marinello Kathrin Piotrowski | Petya Nedelcheva Yuan Wemyss    | Kati Tolmoff Nina Weckström         |
| Damendoppel  | Sandra Marinello Kathrin Piotrowski | Petya Nedelcheva Yuan Wemyss    | Jwala Gutta Shruti Kurien           |
| Mixed        | Anthony Clark Donna Kellogg         | Sergio Llopis Dolores Marco     | Kristof Hopp Sandra Marinello       |
| Mixed        | Anthony Clark Donna Kellogg         | Sergio Llopis Dolores Marco     | Ingo Kindervater Kathrin Piotrowski |

## Finalergebnisse
| Disziplin    | Sieger                              | Finalist                        | Ergebnis        |
| ------------ | ----------------------------------- | ------------------------------- | --------------- |
| Herreneinzel | Arif Rasidi                         | Ville Lång                      | 15:3 1:15 15:3  |
| Dameneinzel  | Yuan Wemyss                         | Jeanine Cicognini               | 7:11 11:3 11:8  |
| Herrendoppel | Simon Archer Anthony Clark          | Toru Matsumoto Keishi Kawaguchi | 17:15 15:4      |
| Damendoppel  | Kathrin Piotrowski Sandra Marinello | Petya Nedelcheva Yuan Wemyss    | 8:15 15:11 15:2 |
| Mixed        | Anthony Clark Donna Kellogg         | Sergio Llopis Dolores Marco     | 15:5 15:10      |